# Vedere e udire
Vedere e udire è un festival d'arte sacra contemporanea con sede a Mosca. Il successore della mostra "L'Arte monumentale nella Chiesa". Dal 2025 il progetto diventerà interregionale.

## Arte monumentale nella Chiesa
L'esposizione “Arte monumentale nella chiesa” fu dedicata al 90° anniversario dell’Unione degli artisti di Mosca. Il progetto è stato diretto dal pittore, fondatore del laboratorio Tsargrad (in russo Царьгра́д?), Dmitrij Trofimov.
L'esposizione si è tenuta dal 10 al 17 giugno 2022, nella sala espositiva dell'Unione (via Kuzneckij Most, 11), sotto gli auspici dell'Unione degli artisti di Mosca. La mostra presentava i lavori realizzati tra il 1990 ed il 2020 (presso a trecento opere). Tra gli autori c'erano maestri che lavoravano nella Cattedrale di Cristo Salvatore, nel Monastero Sretensky e nel Monastero Serafimo-Diveevskij.
Secondo gli organizzatori, il visitatore aveva l’opportunità di seguire tutte i gradi dell’“azione” artistica: dal pullulio della pensata e dal suo sviluppo a livello di schizzi fino alla loro incarnazione nello spazio. Le opere di pittura murale e di pittura di icone, la scultura e la ceramica, i pannelli e le vetrate venivano presentate allo spettatore come parte integrante dello spazio del tempio, la sua continuazione.
L'evento comprendeva tre convegni dedicati ai problemi dell'arte sacra contemporanea:
- “Canone e tradizione: dov'è il confine dell'innovazione?” (10 giugno)
- "L'architettura del tempio e lo stile dell'interno, in che misura devono combaciare" (14 giugno)
- "L'assicurazione contro la distruzione" (16 giugno)

Il progetto ha raccolto sotto un unico tetto un'esposizione, un festival musicale e più tavoli di discussione.
Alla mostra parteciparono più di cento artisti; fu visitata da oltre 10000 visitatori.

L'esposizione fu aperta per tutte le categorie del pubblico e l'ingresso fu gratuito.

### Concerti di musica sacra
Dal 9 al 16 giugno 2022, nella sala espositiva dell'Unione degli artisti di Mosca, nell'ambito della mostra "Arte monumentale nella Chiesa", andò il festival di musica sacra "Vedere ed udire".
In occasione dell'inaugurazione della mostra e del festival, il Coro Sinodale di Mosca eseguì varie opere musicali di compositori russi dal XIX al XXI secolo. Il coro "Skholion Psaltikis" (Scuola di canto liturgico bizantino) eseguiva musica liturgica in greco.
10 giugno 2022, il Coro del Monastero Sretensky cantavo le lodi e gli inni in russo e greco. Il 14 giugno, si svolge l'esecuzione dei canti liturgici del Coro del Templo della Madre di Dio della Fonte.
Il concerto del gruppo Ex Libris (16 giugno) concluse il programma musicale del progetto.

## 1ª edizione del Festival d'arte sacra contemporanea
Il primo Festival d'arte religiosa si svolse al Salone per mostre dell'Unione degli artisti di Mosca (via Kuzneckij Most, 11) dal 27 ottobre al 4 novembre 2023. Divenne il successore dell'esposizione "L'Arte monumentale nella Chiesa". Si è svolto sotto gli auspici dell'Unione degli artisti di Mosca e dell'Accademia russa delle arti, col sostegno del Fondo presidenziale per le iniziative culturali e del Dipartimento della cultura della città di Mosca. Un tratto distintivo del progetto era che i suoi iniziatori e fondatori erano rappresentanti della comunità professionale di artisti, e non della chiesa.

### Direzione
- Dmitrij Trofimov, produttore generale; un pittore e restauratore russo, membro corrispondente dell'Accademia Russa delle Arti[6][10][14]
- Tamara Dajn, direttore del Festival; un membro corrispondente dell'Accademia Russa delle Scienze Naturali[14]
- Elena Konstantinova, responsabile della direzione scientifica ed educativa[12]
- Tatiana Kocemassova, curatore; vicepresidente dell'Accademia Russa delle Arti[10][15]
- Leonid Kalinin, curatore; presidente del consiglio di esperti per l'arte religiosa, l'architettura e le restaurazione dal Patriarcato di Mosca[10][15]

### Obiettivi e scopi
Come dicevano gli organizzatori, il Festival intendeva: risollevare l'interesse dei connazionali per il passato storico e per la cultura ortodossa (soprattutto tra i giovani); assistere al risveglio di vari tipi dell'arte sacra; fare conoscere ai compatrioti la diversità dell'arte ortodossa e i valori spirituali e morali tradizionali.
Il titolo del Festival risale al Vangelo di San Matteo:

### Requisiti per i partecipanti
Erano ammesse alla selezione competitiva solo gli oggetti realizzati per lo spazio del tempio, vale a dire:
- icone;
- dipinti su tela e altri materiali;
- mosaici, frammenti dei mosaici;
- icone in vetro, parti delle vetrate;
- icone in ceramica;
- schizzi di dipinti e iconostasi, fatti a mano
- cartoni dell'icone, dei dipinti (affreschi)
- modelli di templi con dipinti;
- scultura ecclesiastica (preferibilmente, bassorilievi e sculture per la decorazione interna ed esterna delle chiese);
- altri prodotti dell'arte sacra;
- foto dei progetti compiuti.

### Cerimonia d'apertura
L'apertura ha avuto luogo alla Casa degli artisti di Mosca. Gli ospiti sono stati accolti dal Pittore del Popolo della Federazione Russa, dal presidente del consiglio d'amministrazione dell'Unione degli Artisti di Mosca Viktor Glukhov, dal presidente del Dipartimento dell'economia e delle finanze presso il Patriarcato di Mosca, Vescovo di Naro-Fominsk Nikandr, dal produttore generale del Festival, Dmitrij Trofimov.
Il vicepresidente della Duma di Stato e il presidente del Consiglio Patriarcale per la cultura, Metropolita Tikhon, hanno inviato tutti i partecipanti con cordiali saluti.

### Programma
Il Festival ospitava la mostra delle opere per lo spazio del tempio: icone, dipinti, pannelli, vetrate, sculture. Nello stesso salone, la sera si tenevano concerti di musica sacra. Si svolgevano tavole rotonde sui problemi dell'arte ortodossa.
Ogni giorno della mostra i visitatori hanno potuto conoscere i pezzi e gli autori stessi durante visite guidate gratuite. Potevano prendere parte a cinque incontri con storici dell'arte dedicate ai simboli, alle trame e ai significati dell'iconografia ortodossa. Vennero proiettati 19 documentari sulla storia dell'arte cristiana, realizzati apposta per i visitatori del Festival.

#### Tavole rotonde
Nell'ambito del progetto, si erano svolte tre tavole rotonde sui problemi vitali dell'arte cristiana:
- "Murales del templo come testo della Sacra Tradizione della Chiesa" (27 ottobre)
- "Interni ed esterni del templi ortodossi" (31 ottobre)
- "Preservazione dei monumenti della architettura cristiana" (Problemi di conservazione e catalogazione dei templi. Creazione dell'unica base di dati per tutti i monumenti ortodossi. Questioni relative alle tecnologie di costruzione, pittura, restauro e funzionamento dei templi) (1 novembre).

#### Masterclass
Cinque laboratori erano aperti per gli ospiti più giovani, tra cui i laboratori di calligrafia, pittura, mosaico, pittura di icone e dell'applicazione dell'oro in foglietti.
Le masterclass tenute da artisti famosi:
- sull'uso della riproduzione dei dipinti murali di Rostov Velikij (27 ottobre, dal membro corrispondente dell'Accademia russa delle arti Andrei Remnev);
- sul processo di creazione di mosaici (28 ottobre, dal membro corrispondente dell'Accademia russa delle arti Elena Kuznetsova);
- sul lavoro con lacche, vernici ed emulsioni per pittori di icone e pittori monumentali  (29 ottobre, dal membro corrispondente dell'Accademia russa delle arti Igor Samolygo);
- sul processo di creazione di un affresco sull'intonaco fresco (1 novembre,  dal Pittore del popolo della Federazione Russa, professore dell'Istituto Surikov, accademico dell'Accademia russa delle arti Evgeny Maksimov);
- sulla tecnica dello sgraffito (3 novembre, dall'accademica dell'Accademia russa delle arti Yulia Smirnova e dalla docente dell'Istituto Surikov Daria Rumyantseva).

#### Incontri con autori di libri
- 28 ottobre — con il Padre Vladimir Vigilyanskij e presentazione del suo libro "La chiave russa. Il diario di un sacerdote" (vincitore del Premio letterario del Patriarca 2023)[24]
- 29 ottobre — con la storica Nina Kvlividze (Argomento: “Lo spazio mediatico come il nuovo formato per la copertura della storia dell’arte cristiana, degli oggetti ecclesiastici e del patrimonio culturale”)[24]
- 2 novembre — con l'architetto e restauratore Andrej Tutunov e presentazione del suo libro "Restauro e costruzione di templi, cappelle, edifici parrocchiali").[24]

### Vincitori. Risultati
La premiazione dei vincitori del concorso per giovani artisti ha avuto luogo il 4 novembre 2023, durante la cerimonia di chiusura del festival. I loro nomi:
- Ekaterina Kirjanova e Pafnutij Nedostupenko («Volto»);
- Darja Smirnova ed Olesja Vybornova («Grafica»);
- Sofia Ivonina ed Agata Frolova («Struttura»);
- Ekaterina Sterenberg e Darja Rumjanceva («Colore»);
- Marija Bukhanova e Vasilij Fortov («Tradizione»);
- Roman Loboruk ed Anastasija Shvejskaja («Ricerca»).

La mostra finale dei pezzi dei vincitori e dell'opere di maestri riconosciuti si è tenuta dal 7 al 9 novembre nella sala espositiva dell'Accademia russa delle arti sulla Prečistenka (Galleria d'arte Zurab Tsereteli).
I vincitori nel concorso di blogger:
- Pubblicazione migliore sull'arte cristiana:
  - I premio:
    - Mikhail Tjurenkov (Tsargrad-TV, in russo "Царьград ТВ"?)

  - II premio:
    - Dmitrij Pisarenko (Argumenty i Fakty, in russo "Аргументы и факты"?)
    - Svetlana Teljatnikova-Nikobadze (Dialog kultur)

  - III premio: 
    - Ludmilla Gavrilova (Greenword)
    - Natalia Gubernatorova (Moskovskij konsomolets, in russo "Московский комсомолец"?)
- Migliore video e radio inchieste sull'arte cristiana:
  - I premio:
    - la troupe del programma "Mattina alle SPAS" (canale televisivo "Spas", in russo "Спас (телеканал)"?)
    - la troupe del programma "Serata alle SPAS" (canale televisivo "Spas")

  - II premio:
    - la rappresentanza di Sojuz-TV (in russo "Союз (телеканал)"?) a Mosca

  - III premio:
    - Yossi Tavor (Radio Orfeo, in russo "Орфей (радиостанция)"?)
    - Anna Sokolskaja (Radio Moskvy, in russo "Радио Москвы"?)
    - Fedor Balandin (Radio Moskva FM, in russo "Радио Москва FM"?)
- Migliori post dei blogger sull'arte cristiana:
  - I premio:
    - Sergej Karnaukhov

  - II premio:
    - canale Telegram "Mednyj kolokol";
    - canale Telegram "Orthodox House";

  - III premio:
    - Anna Rosenberg
    - Anastasija Lojko
    - Julija Khayuts
    - Elisaveta Efremova.

La premiazione dei blogger e giornalisti ha avuto luogo il 9 novembre 2023, presso il Complesso espositivo dell'Accademia russa delle arti sulla Prechistenka (Mosca, Prechistenka, 19).
Il Festival comprendeva cinque masterclass da artisti famosi, cinque laboratori per ragazzi, tre tavole rotonde sui problemi dell'arte ortodossa, cinque conferenze pubbliche tenute da storici e critici d'arte, sette concerti di musica sacra, più di 70 visite guidate, 19 proiezione di documentari. Al progetto parteciparono più 200 pittori, scultori ed architetti, quasi 300 pezzi; oltre 25000 ospiti visitarono suoi eventi.

## 2ª edizione del Festival d'arte sacra contemporanea
Al Cremlino di Rostov il 10 aprile 2025 è stata inaugurata la mostra “Il suono delle linee. Scrivendo gli affreschi di Rostov Velikij su carta da lucido”. L'esposizione che presenta gli opere degli studenti dell'Istituto Surikov si tiene nell'ambito del secondo Festival d'arte sacra contemporanea.
Dal 2025 il progetto diventa interregionale. Le mostre ed altri eventi del 2° Festival avranno luogo in più di cinque regioni della Russia.

### Direzione
- Evgenij Maksimov, curatore; vicepresidente dell'Accademia Russa delle Arti, professore e vicerettore dell'Istituto Surikov[5]
- Dmitrij Trofimov, produttore generale; membro dell’Unione degli artisti di Mosca, membro corrispondente dell'Accademia Russa delle Arti.[5]

### Finalità
Come notano gli organizzatori del secondo Festival, i suoi obiettivi principali sono:
- risvegliare l'interesse all'arte cristiana contemporanea, mantenere le tradizioni della sua creazione e del suo studio;
- ricerca di nuovi talenti, il loro coinvolgimento nella vita artistica contemporanea;
- perfezionamento spirituale, morale e personale dei partecipanti e degli ospiti del festival.

### Concorso di giovani artisti
Possono partecipare al concorso i pittori tra 18 e 35 anni. Le domande dovevano essere inoltrate entro 1 maggio 2025. Lo stadio successivo è la selezione e la valutazione dei pezzi dal Comitato della Mostra (fino al 1° giugno 2025). Lo terzo stadio è la partecipazione alla mostra (dal 10 al 18 ottobre 2025 presso l'indirizzo: Mosca, via Kuzneckij Most, 11 (Casa degli Artisti di Mosca)). Nello stadio finale (19 ottobre — 1 novembre 2025), le pezzi dei vincitori dovranno essere presenti alla mostra presso l'Accademia Russa delle Arti, insieme alle opere dei maestri.
Categorie (2025):
- Grafica;
- Struttura;
- Colore;
- Volto;
- Tradizione;
- Ricerca.